# Ga đại học nữ sinh Sookmyung
Ga Đại học Nữ sinh Sookmyung là ga tàu điện ngầm 427, nằm trên Tàu điện ngầm vùng thủ đô Seoul tuyến 4. Nó nằm trước cổng chính Đại học nữ sinh Sookmyung. Ở đây có một số nhà hàng nằm xung quanh nhà ga.
Mặc dù không kết nối vận chuyển, ga đại học nữ sinh Sookmyung chỉ mất từ một đến ba phút đi bộ đến ga Namyeong trên tuyến 1.

## Bố trí ga
| Seoul ↑    |
| \| N/B     |
| ↓ Samgakji |

| Hướng Bắc | ● Tuyến 4 | ← Hướng đi Jinjeop |
| Hướng Nam | ● Tuyến 4 | → Hướng đi Oido →  |